# Макарово (Весьегонский район)
Макарово — деревня в Весьегонском муниципальном округе Тверской области России.

## География
Расположена в 26 км на запад от районного центра города Весьегонска.

## История
В 1792 году в селе была построена каменная Покровская церковь с 3 престолами, метрические книги с 1791 года.
В конце XIX — начале XX века село являлось центром Макаровской волости Весьегонского уезда Тверской губернии. 
С 1929 года деревня входила в состав Ёгонского сельсовета Весьегонского района Бежецкого округа Московской области, с 1935 года — в составе Калининской области, с 2005 года — в составе Ёгонского сельского поселения, с 2019 года — в составе Весьегонского муниципального округа. 

## Население
| 1859 | 2010 |
| ---- | ---- |
| 98   | ↘17  |

## Достопримечательности
В деревне расположена недействующая Церковь Покрова Пресвятой Богородицы (1792).